# Chatchai Budprom
Chatchai Budprom (tiếng Thái: ฉัตรชัย บุตรพรม, sinh ngày 4 tháng 2 năm 1987), còn được biết với tên đơn giản Boy (tiếng Thái: บอย) là một cầu thủ bóng đá chuyên nghiệp người Thái Lan thi đấu ở vị trí thủ môn cho câu lạc bộ BG Pathum United và đội tuyển quốc gia Thái Lan.

## Sự nghiệp quốc tế
Chatchai được triệu tập nhiều lần bởi huấn luyện viên Thái Lan Winfried Schäfer.
Năm 2013, anh ra mắt cho Thái Lan trong trận giao hữu gặp Bhutan. Chatchai cũng thi đấu ở Cúp Nhà vua Bahrain 2013 trước CHDCND Triều Tiên. Năm 2013, Chatchai được triệu tập vào đội tuyển quốc gia bởi Surachai Jaturapattarapong tham dự Vòng loại Cúp bóng đá châu Á 2015. Vào tháng 5 năm 2015, anh được triệu tập vào đội tuyển Thái Lan để đá trận Vòng loại giải vô địch bóng đá thế giới 2018 khu vực châu Á với Việt Nam.

## Thống kê sự nghiệp

### Quốc tế
Tính đến 19 tháng 6 năm 2023
| Đội tuyển quốc gia | Năm       | Số trận | Bàn thắng |
| ------------------ | --------- | ------- | --------- |
| Thái Lan           | 2012      | 1       | 0         |
| Thái Lan           | 2013      | 1       | 0         |
| Thái Lan           | 2018      | 5       | 0         |
| Thái Lan           | 2019      | 2       | 0         |
| Thái Lan           | 2021      | 6       | 0         |
| Thái Lan           | 2022      | 1       | 0         |
| Thái Lan           | 2023      | 1       | 0         |
| Thái Lan           | Tổng cộng | 17      | 0         |

## Danh hiệu

### Câu lạc bộ
Chiangrai United
- Cúp Hiệp hội Bóng đá Thái Lan (1): 2017
- Thailand Champions Cup (1): 2018